# Отелло
«Трагедия Оте́лло, Венецианский мавр» или кратко «Оте́лло» (англ. The Tragedy of Othello, The Moor of Venice) — трагедия Уильяма Шекспира, написанная приблизительно в 1603 году на основе новеллы Чинцио Джиральди «Венецианский мавр» из сборника «Экатоммити». Её сюжет разворачивается вокруг двух персонажей: Отелло и Яго. Отелло — офицер-мавр, командир венецианского гарнизона на Кипре, женатый на юной и добродетельной аристократке Дездемоне. Яго из ненависти к нему убеждает Отелло в неверности жены, и тот убивает Дездемону, а потом совершает самоубийство.
Из-за раскрытия сохраняющих актуальность тем страсти, ревности и этнической розни «Отелло» остаётся популярной и часто экранизируемой пьесой. Он входит во Всемирную библиотеку (список наиболее значимых произведений мировой литературы Норвежского книжного клуба).

## Персонажи
(в порядке, заявленном в пьесе)
- Дож Венеции
- Брабанцио, сенатор
- Другие сенаторы
- Грациано, брат Брабанцио
- Лодовико, родственник Брабанцио
- Отелло, родовитый мавр на венецианской службе
- Кассио, его лейтенант, то есть заместитель
- Яго, его поручик
- Родриго, венецианский дворянин
- Монтано, предшественник Отелло по управлению Кипром
- Шут, в услужении у Отелло
- Дездемона, дочь Брабанцио и жена Отелло
- Эмилия, жена Яго
- Бианка, любовница Кассио

Моряки, гонцы, глашатаи, военные, чиновники, частные лица, музыканты и слуги

## Сюжет

### Акт первый
Родриго, богатый и распущенный дворянин, упрекает своего друга, поручика Яго, что тот не предупредил его о тайной женитьбе Отелло, мавританского генерала венецианской армии, на Дездемоне, дочери сенатора Брабанцио. Родриго расстроен потому, что влюблён в Дездемону и сам до этого уже просил у Брабанцио её руки.
Яго ненавидит Отелло за то, что тот присвоил более молодому и менее способному, чем Яго, военному Кассио более высокое звание. Яго рассказывает Родриго, что он собирается использовать Отелло в своих интересах. Он убеждает Родриго разбудить Брабанцио и рассказать тому о тайном бегстве его дочери. Сам же Яго бежит к Отелло и предупреждает его о скором визите разгневанного Брабанцио.
Брабанцио, подстрекаемый Родриго, действительно разгневан и обещает успокоиться лишь после расправы с Отелло, но дом Отелло уже полон стражи дожа Венеции, что предотвращает насилие. В Венецию приходят вести о планах турок вторгнуться на Кипр, и в связи с этим Отелло вызван в совет. У Брабанцио нет другого выбора, как вместе с Отелло проследовать в резиденцию дожа, где и обвинить Отелло в соблазнении Дездемоны посредством колдовства.
Отелло оправдывается перед дожем Венеции, родственниками Брабанцио Лодовико и Грациано и другими сенаторами. Отелло удаётся убедить всех, что Дездемона полюбила его не из-за колдовства, а поражённая его печальными и захватывающими рассказами о жизни до прибытия в Венецию. Совет удовлетворён ответом, поскольку Дездемона подтверждает, что любит Отелло, но Брабанцио уходит, приговаривая, что Дездемона ещё предаст Отелло: «Смотри построже, мавр, за ней вперёд: / Отца ввела в обман, тебе солжёт». Яго слышит и берёт эти слова на заметку. По приказу дожа Отелло принимает командование венецианской армией против турецких оккупантов и уезжает на остров Кипр с молодой женой, своим новым лейтенантом Кассио, поручиком Яго и женой Яго Эмилией в качестве прислужницы Дездемоны.

### Акт второй
Они прибывают на Кипр и узнают, что турецкий флот уничтожен бурей. Отелло объявляет всеобщее празднество и уходит оформлять свой брак с Дездемоной. В его отсутствие Яго спаивает Кассио и убеждает Родриго развязать с тем драку. Монтано пытается успокоить раздражённого и пьяного Кассио и тем самым переводит огонь на себя, в результате чего Кассио ранит Монтано. Возвратившись, Отелло опрашивает мужчин о том, что произошло. Отелло осуждает Кассио за хулиганство и лишает его звания. Смущённый Кассио по совету Яго просит Дездемону замолвить за него слово перед её мужем, чтобы восстановить его в должности.

### Акт третий
Дездемоне удаётся убедить Отелло помириться с Кассио. Яго же начинает намекать Отелло о том, что Дездемона, возможно, изменяет ему с Кассио. Когда Дездемона роняет свой платок (первый подарок ей от Отелло), Эмилия находит его и по просьбе Яго передаёт ему, не зная о его планах в отношении этого платка. Отелло приходит к Яго и бранит за то, что тот зародил в нём ростки сомнения в верности жены. Он требует от Яго доказать связь Дездемоны с Кассио, иначе у самого Яго будут проблемы. Сцена третья третьего акта считается поворотной точкой всей пьесы — в ней Яго успешно сеет семя сомнения в душе Отелло, определяя его судьбу. Отелло даёт обет расплаты — убить Дездемону и Кассио за три дня — и назначает Яго своим лейтенантом. Яго подбрасывает платок Дездемоны в вещи Кассио, тот находит его и передаёт своей любовнице, местной куртизанке Бианке, чтобы она скопировала понравившийся Кассио земляничный узор.

### Акт четвёртый
Яго предлагает Отелло проследить за реакцией Кассио из укрытия, пока они с Яго будут разговаривать о Дездемоне. Яго заводит с Кассио разговор не о Дездемоне, а о Бианке, прохаживаясь по двору замка мимо укрытия Отелло. У мавра, который слышит лишь часть фраз, складывается впечатление, что речь идёт о его жене. В это же время к Кассио приходит Бианка и, заявляя, что отказывается копировать узор с платка другой женщины, возвращает платок Кассио. Отелло видит в руках у них свой платок, это «доказательство измены».
Взбешённый и обиженный Отелло окончательно решает убить свою жену, а убийство Кассио поручает Яго. Отелло начинает придираться ко всем словам и действиям Дездемоны и бьёт её в присутствии родственников из Венеции. Он не слушает ни её, ни Эмилию, которая пытается уверить ревнивца в том, что жена его невиннее ангела, что она и в мыслях не держала ничего подобного. Тем временем, Родриго упрекает Яго в том, что драгоценности, которые он передал Яго для соблазнения Дездемоны, пока не возымели никакого эффекта на неё, и в случае неудачи предприятия требует драгоценности назад. Яго убеждает Родриго не торопиться и уговаривает его убить Кассио, чтобы Отелло не смог уехать с Кипра с Дездемоной.

### Акт пятый
Яго и Родриго идут к дому Бианки, и на тёмной улице Родриго нападает на Кассио, а Кассио в ответ ранит Родриго. Яго, зайдя со спины из засады, серьёзно ранит Кассио в ногу. На крики сбегаются люди, Лодовико, Грациано. Хитрый Яго выходит из засады и спрашивает Кассио, кто на него напал — тот указывает на лежащего в темноте раненого Родриго. Яго называет Родриго душегубом и закалывает его, чтобы он не выдал Яго и не требовал назад свои драгоценности. Из своего дома выбегает и Бианка, которую Яго также публично подозревает в соучастии в «предотвращённом грабеже».
Когда Дездемона легла на кровать, мавр начал говорить ей всё, что, как он полагает, знает. Но жена всё отрицает. Потрясённый «лживостью» и «ранней испорченностью» столь юной женщины, Отелло душит Дездемону подушкой и, слыша приближающиеся шаги, закалывает её. Эмилия прибегает в покои супругов, слышит голос Дездемоны и спрашивает, кто её убил. Перед тем, как умереть, Дездемона отводит подозрение в убийстве от Отелло, а Отелло обвиняет её в супружеской неверности. Эмилия зовёт на помощь. Бывший губернатор Монтано прибегает вместе с Грациано и Яго. Когда Отелло упоминает носовой платок как доказательство неверности Дездемоны, Эмилия понимает, что̀ совершил её муж, и публично раскрывает его планы, за что Яго закалывает её при всех и убегает. Отелло, слишком поздно узнавший о невинности Дездемоны, в свою очередь, ранит арестованного Яго, называя его чёртом, который должен жить дальше в мученьях.
Яго отказывается объяснить свои мотивы, дав обет хранить молчание. Лодовико берёт под караул и Яго, и Отелло за подозрение в убийствах Родриго, Эмилии и Дездемоны, но Отелло тут же, не выходя из покоев, не в силах вынести известия о том, что он своими руками убил любящую и верную супругу, разбил своё счастье, выносит сам себе смертный приговор и закалывает себя. Лодовико назначает Кассио преемником Отелло, осуждает Яго в его злодеяниях и рекомендует Кассио казнить Яго.

## Первоисточники
Сюжет пьесы основан на новелле Чинцио Джиральди «Венецианский мавр» (итал. Un Capitano Moro) из сборника «Экатоммити» (1565) в стиле «Декамерона» Боккаччо. При жизни Шекспира не выходило ни одного перевода Чинцио на английский язык, а текст «Отелло» содержит скорее следы итальянского оригинала, чем французского перевода Габриеля Шаппюи 1584 г. Рассказ Чинцио мог быть основан на реальных событиях, произошедших в Венеции в 1508 г. Возможно, прототипом персонажа Чинцио был итальянец по имени Маурицио Отелло. Он командовал венецианскими войсками на Кипре с 1505 по 1508 год и потерял там свою жену при крайне подозрительных обстоятельствах. Сходство сюжетов об украденном предмете жены в доказательство её неверности объединяет произведение с более ранним «Рассказом о трёх яблоках» из цикла «Тысяча и одна ночь». Единственным персонажем, имеющим личное имя у Чинцио, является Дездемона, остальные персонажи названы «Мавр», «Командир эскадры», «Прапорщик» и «Жена прапорщика» (что соответствует Отелло, Кассио, Яго и Эмилии). Чинцио вложил в уста Дездемоны мораль рассказа: европейским женщинам неразумно выходить замуж за темпераментных мужчин из других стран. О рассказе Чинцио говорили как о «слегка расистском предупреждении» об опасностях смешанных браков.
Хотя Шекспир довольно точно заимствует у Чинцио сюжет при написании «Отелло», он всё же отклоняется от оригинала в некоторых деталях. У Чинцио отсутствуют такие персонажи, как Брабанцио, Родриго и некоторые другие, а Эмилия не принимает никакого участия в истории с платком. В отличие от «Отелло», у Чинцио Прапорщик (Яго) желает совратить Дездемону, но после её отказа решает ей мстить. Начало шекспировской пьесы ниоткуда не заимствовано и является оригинальным, как и щекотливая сцена между Эмилией и Дездемоной, когда дама приготавливается ко сну. Наиболее заметным отходом Шекспира от оригинала Чинцио является само убийство Дездемоны. У Шекспира Отелло вначале душит Дездемону, но заканчивает начатое не названным в английском оригинале способом со словами «Так! Так!». При этом, исходя из контекста и дальнейших реплик Дездемоны, в русском переводе Борис Пастернак обоснованно уточнил, что Отелло закалывает её кинжалом. У Чинцио же Мавр поручает Прапорщику забить жену до смерти чулком, заполненным песком. Чинцио описывает каждый жестокий удар, а когда дама погибает, Прапорщик с Мавром помещают её безжизненное тело на супружеское ложе и, раздробив её череп, обрушивают на неё сверху треснувший полог, выдав падение балок за причину её смерти. У Чинцио оба убийцы избегают наказания. Мавр начинает сильно тосковать по Дездемоне, и общество Прапорщика становится для него отвратительным напоминанием о содеянном. Он увольняет его и избегает всякого общения с ним. За такое отношение Прапорщик ищет возмездия Мавру и доносит на него Командиру эскадры как на причастного к смерти Дездемоны. Прапорщик с Командиром эскадры отплывают с Кипра в Венецию, где обвиняют Мавра перед венецианскими властями, в результате чего его арестовывают, привозят в Венецию и пытают. Он отказывается признать свою вину и приговаривается к изгнанию. Родственники Дездемоны в итоге находят его и убивают. При этом Прапорщик избегает наказания за убийство Дездемоны, но, ведя преступную жизнь в Венеции, всё же попадается властям по другому поводу и умирает, не выдержав пыток. Жена прапорщика у Чинцио (Эмилия у Шекспира) переживает своего мужа и рассказывает всем о произошедшем.
Мавр Чинцио послужил основой для шекспировского Отелло, но некоторые исследователи считают также, что драматург был вдохновлён и несколькими мавританскими делегациями из Магриба в елизаветинскую Англию около 1600 г.
Другим возможным источником могла быть «Африка — третья часть света» Льва Африканского. Эта книга имела огромный успех в Европе и была переведена на множество языков, однозначно став справочником на десятилетия (а по некоторым вопросам и на столетия) вперёд. Её английский перевод Джоном Пори вышел в свет в 1600 г. под названием «Географическая история Африки, писанная на арабском и италийском Ионом Львом Мавром», с которым и мог познакомиться Шекспир, разрабатывая образ Отелло.
Давая источник для сюжета, эта книга ничего не позволяла сказать о чувстве места Венеции или Кипра. Для этих целей Шекспир мог использовать «Содружество и управление Венеции» Гаспаро Контарини в переводе Льюиса Льюкнора 1599 г.

## История создания
Самым ранним упоминанием пьесы является счёт Банкетной службы 1604 г., свидетельствующий, что на «Всех святых, то бишь первого новембря … акторы королевского величества сыграли пиесу в Банкетном доме Белых палат под заглавием „Венетский мавр“ пера Шексберда». Счёт Банкетной службы был впервые опубликован в 1842 г. Питером Каннингемом и сразу стал предметом сомнений в подлинности, хотя к XXI в. он признан подлинным (благодаря обнаруженной на нём в 1930 г. печати A.E.). На основе стиля пьесы, она обыкновенно датируется 1603—1604 гг., но выдвигаются аргументы и в пользу 1601—1602 гг.
Пьеса была внесена в Реестр Компании торговцев 6 октября 1621 г. Томасом Уокли, а впервые издана им в формате кварто в 1622 г.:
Трагедиа „Отелло, венецианский мавр“. Каково она была ставлена много крат в Глобусе и у Блакфраеров слугами Его Величества. Написана Уильямом Шекспиром. Лондон. Напечатана Н. О. [Николасом Оксом] для Томаса Уокли на продажу в его лавке у Орла и Дитяти, на Британской бирже, 1622.
Через год пьеса попала в число напечатанных в сборнике шекспировских пьес Первого инфолио. Однако версия в инфолио достаточно заметно отличается от кварто и по длине, и по словарю: по мнению редакторов издания Folger, «в инфолио есть примерно 160 строк, отсутствующих в кварто. Некоторые из них сгруппированы рядом в довольно пространные отрывки. В инфолио, в свою очередь, отсутствуют около дюжины строк и полустрок, имеющихся в кварто. Эти две версии также различаются орфографией многих слов». Учёные расходятся в объяснении причин этих различий, и консенсус среди них не достигнут. Керриган предполагает, что в версии инфолио 1623 г. «Отелло» и другие пьесы были подчищены для соблюдения Закона о сдерживании хулы, который запрещал «в любой театральной пиесе, интерлюдии, представленьи, майском весельи или спеттакле шутя молвить или пользовать святое имя Господа, или Христа Б-га, или святаго Духа, или Троицыно». Это предположение не противоречит идее, что кварто основано на более ранней версии пьесы, а инфолио — на пересмотренной версии Шекспира. Кварто также могло быть несколько сокращено, чтобы поместиться в заранее заготовленное количество печатных листов. Большинство современных изданий используют версию инфолио, но часто используют орфографию из кварто там, где в инфолио предполагается опечатка. Кварто переиздавались и позднее в 1630, 1655, 1681, 1695, 1699 и 1705 гг.

## Трактовки

### Этническая и расовая
Хотя персонажи, которых называют маврами, встречаются ещё в двух пьесах Шекспира (Тит Андроник и Венецианский купец), нет никаких свидетельств изображения мавров главными героями другими драматургами в шекспировские времена.
Консенсус относительно этнического происхождения Отелло не достигнут. В речи елизаветинской эпохи прилагательное «чёрный» могло означать самые разные свойства, распространявшиеся далеко за пределы определения цвета кожи, в том числе свойства с негативной коннотацией. Э. А. Д. Хонигман, редактор Арденского шекспировского издания, пришёл к выводу, что раса Отелло из текста не определима: «Ренессансные представления о маврах были широкими, разнообразными, несопоставимыми и противоречивыми. Как установили критики, термином „мавр“ обозначали смуглых людей вообще, обычно попеременно с терминами „африканец“, „сомалиец“, „эфиоп“, „негр“, „араб“, „бербер“ и даже „индус“, обозначая людей из Африки и из более далёких краёв». Различных случаев использования слова «чёрный» в пьесе (например, «Я чёрен, вот причина») недостаточно для точной идентификации расы, считает Хонигман, так как «чёрный» могло означать просто «тёмный» в елизаветинскую эпоху.
Отелло в пьесе называют «арабским жеребцом», «безродным чужеземным проходимцем». В сцене третьей Акта третьего он считает, что их семейное имя из-за доноса Яго стало «черно», как он сам. Природная белизна Дездемоны противопоставляется смуглой коже Отелло: «кожи не коснусь, белей чем снег». Яго говорит Брабанцио, что «чёрный злой баран / Бесчестит вашу белую овечку». Когда Яго использует термины «арабский», «кочевник» применительно к Отелло, он вероятно имеет в виду кочевые племена берберов, так как арабское население Мавретании было уже оседлым. Родриго называет Отелло «толстогубый чёрт», что намекает на негроидную внешность, но также может быть основанным на гипертрофированных чертах оскорбляемого.
Джиоцна Сигнх, однако, указывает, что неприятие Брабанцио замужества Дездемоны и Отелло — уважаемого и прославленного генерала — возможно лишь при условии, что его беспокоит не вопрос статуса или обеспеченности жениха, но что-либо другое вроде расовой принадлежности. В подтверждение этого Сингх цитирует сцену, в которой Брабанцио обвиняет Отелло в применении колдовства для приворожения его дочери, утверждая, что это «не свойственно» Дездемоне — желать «кинуться… на грудь… чернее сажи». Сингх утверждает, что, в силу нередкости людей просто лишь смуглых или «ближневосточного типа» в Средиземноморье, венецианский сенатор вроде Брабанцио может быть настолько ожесточён против брака Дездемоны и Отелло лишь при условии ярко выраженной принадлежности жениха к негроидной расе.
Майкл Нейл, редактор оксфордского издания Шекспира, отмечает, что самые ранние упоминания цвета кожи Отелло в критике (критика пьесы Томасом Раймером 1693 г. и эстампы в издании Шекспира Николасом Роу 1709 г.) предполагали его происхождение из Африки южнее Сахары, а первое исполнение его роли в образе араба произошло не ранее постановки Эдмунда Кина 1814 года. Хонигман считает, что одним из прототипов Отелло мог быть Абдулвахид ибн Масуд ибн Мохаммед Анун, мавретанский посол арабского султана Варварии (Магриба) к королеве Елизавете I в 1600 г. Со своей свитой он оставался в Лондоне несколько месяцев и вызвал много толков. Шекспировская пьеса была написана всего лишь несколько лет спустя, поэтому Хонигман предположил, что сам Ибн Масуд и послужил прообразом для неё.
Эту роль в XIX веке часто исполняли в образе арабского мавра. Чернокожим актёром она была впервые исполнена в лондонской постановке 1833 г.: ради этого пригласили известного американского актёра Айру Олдриджа. Многие критики XIX и начала XX вв. уже рассматривали трагедию как имеющую расовый подтекст, а межрасовые браки — как «отклонения», способные привести к беде. По этой причине «Отелло» стал особенно спорной пьесой в ЮАР эпохи апартеида, где межрасовые браки были запрещены, а постановка «Отелло» не одобрялась.
Первой крупной кинопостановкой с привлечением чернокожего актёра стал фильм 1995 года с Лоренсом Фишберном в роли Отелло и Кеннетом Браной в роли Яго. До этого Отелло часто изображали белые актёры в гриме негра или в чёрной маске: так выступали Ральф Ричардсон (1937), Орсон Уэллс (1952), Сергей Бондарчук (1955); Джон Гилгуд (1961), Лоренс Оливье (1964) и Энтони Хопкинс (1981). Чернокожий американский актёр-новатор Пол Робсон сыграл эту роль в трёх различных постановках с 1930 по 1959 гг. В последние годы расовой напряжённости в странах бывшего колониализма подбор актёров на эту роль всегда имеет расовый подтекст. В постановке 1997 года театральной труппой «Шекспир» (США) белый актёр Патрик Стюарт исполнил роль Отелло без грима, при этом все остальные роли исполнялись чернокожими актёрами. В 2007 г. белый Томас Тиме также сыграл Отелло в постановке Мюнхенского камерного театра на сцене Королевского шекспировского театра (Стратфорд). Игру Майкла Гэмбона также высоко оценили в 1980 и 1991 гг. В 2008 г. на канадском телевидении эту роль исполнил актёр средиземноморской внешности Карло Рота. Раса часто воспринимается как способ Шекспира отделить персонажа как культурно, так и визуально от венецианских дворян и офицеров, поэтому изоляция более очевидна в случае исполнения его роли чернокожим актёром. Но даже при логической обоснованности выбора актёра на эту роль, расовые споры не утихают. В постановке «Отелло» Кита Фаулера 1979 г. в Имперском театре Ричмонда (США) белые и чернокожие актёры в труппе «Американские ярмарки» были подобраны хаотично, вне зависимости от сюжета: главную роль исполнил американский негритянский актёр Клейтон Корбин, а роль Яго — гавайский актёр смешанной расы Генри К. Бол. Армия Отелло состояла из белых и чернокожих наёмников. Жену Яго Эмилию изображала популярная в местных кругах чернокожая актриса Мэри Гудман Хантер. В постановке Нью-йоркской театральной мастерской 2016 г. под управлением Сэма Голда также были задействованы актёры различных рас: английские актёры Дэвид Ойелоуо в роли Отелло и Дэниел Крейг в роли Яго, американская актриса Рейчел Броснахан в роли Дездемоны, Финн Уитрок в роли Кассио и Марша Стефани Блейк в роли Эмилии.
Необходимым инструментом для протестантской Реформации было укрепление в общественном сознании важности «благочестивого, предсказуемого поведения». Поэтому такие «нежелательные» качества, как жестокость, измена, ревность и похотливость рассматривались как качества «чужаков». Приписываемые маврам или «чужакам» характеристики раздувались и популяризировались в ренессансных драмах того времени, как, например, предательское поведение мавров в «Битве при Алькасаре» Джорджа Пила (1588).

### Религиозная и философская
Уточняющий подзаголовок пьесы «мавр» в английском оригинале намекает на религиозную (то есть культурную в те времена) принадлежность Южного Средиземноморья и Ближнего Востока к разряду «чужих». Коннотации этого слова связаны не только с расой, но и с религией. Многие критики отметили упоминание демонической одержимости на протяжении всей пьесы, особенно в отношении припадка Отелло — симптома, в ту эпоху часто ассоциировавшегося в народном сознании с одержимостью. Томас М. Возар в статье 2012 г. в журнале «Философи энд литрачер» предположил, что эпилептические припадки связаны с психофизиологическими проблемами и поэтому, напротив, как раз подтверждают существование так называемой «души».

### Вспыльчивость
На персонаж Отелло существовало множество различных взглядов с момента написания пьесы. А. Ч. Брэдли называл Отелло «самым романтичным из всех шекспировских героев» и «величайшим поэтом из всех его персонажей». С другой стороны, Ф. Р. Ливис описывал Отелло как «обладающего большим самомнением». Встречались и промежуточные взгляды, такие как у Уильяма Хэзлитта, написавшего так: «по природе этот мавр благороден … но его нрав очень вспыльчив». Яго же однозначно всегда признавался исследователями антигероем пьесы. У. Х. Оден, например, отмечал, что «любое изучение [этой пьесы] должно в первую очередь обращать внимание не на её заглавного героя, а на её злодея».

## Переводы на русский язык
- «Отелло» — пер. М. Л. Лозинского
- «Отелло, венецианский мавр» — пер. П. Вейнберга
- «Отелло, венецианский мавр» — пер. Б. Н. Лейтина
- «Трагедия Отелло, Мавра Венецианского» — пер. В. Рапопорта
- «Отелло» — пер. О. Сороки
- «Отелло, венецианский мавр» — пер. М. М. Морозова
- «Отелло, венецианский мавр» — пер. А. Л. Соколовского
- «Отэлло» — пер. П. А. Каншина
- «Отелло» — пер. А. Радловой
- «Отелло» — пер. Б. Л. Пастернака.

## Постановки
Первая постановка в октябре 1604 г. в лондонском театре «Глобус» (Отелло — Р. Бёрбедж).

### На английском языке
- 1964 год — труппа Национального театра Великобритании на сцене театра Олд Вик, режиссёр Джон Декстер. Отелло — Лоренс Оливье, Дездемона — Мэгги Смит, Яго — Фрэнк Финли, Кассио — Дерек Джекоби, в массовке играли Майкл Гэмбон и Энтони Хопкинс.[29]
- 1980 год — Королевский национальный театр (Оливье), режиссёр Питер Холл. Отелло — Стивен Мур, Родериго — Майкл Гэмбон, Бьянка — Пенелопа Уилтон.
- 1990 год — театр Stephen Joseph Theatre In The Round (Скарборо), режиссёр Алан Эйкборн. Отелло — Майкл Гэмбон, Дездемона — Клэр Скиннер, Яго — Кен Стотт, Родериго — Адам Годли.[30] Считается, что Майкл Гэмбон был последним белым исполнителем роли Отелло в профессиональной постановке в Великобритании, гримировавшийся под мавра.[31]
- 1997 год — Королевский национальный театр (Котеслое), режиссёр Сэм Мендес. Отелло — Дэвид Хэрвуд, Дездемона — Клэр Скиннер, Яго — Саймон Расселл Бил, Бьянка — Индира Варма.[32]
- 2007 год — театр Donmar Warehouse, режиссёр Майкл Грандадж. Яго — Юэн Макгрегор, Отелло — Чиветел Эджиофор, Дездемона — Келли Райли, Эмилия — Мишель Фэйрли, Кассио — Том Хиддлстон. Постановка прошла ограниченным показом, билеты на который были распроданы без остатка задолго до начала, и получила очень высокие оценки критиков.[33][34] Эджиофор, Фэйрли и Хиддлстон получили номинации на Премию Лоренса Оливье. Эджиофор стал обладателем в номинации «Лучшая мужская роль», Хиддлстон уступил сам себе в номинации «Лучшее новое лицо». Весной 2008 года аудио-версия спектакля была представлена на радио BBC 3.
- 2013 год — Королевский национальный театр (Оливье), режиссёр Николас Хайтнер. Яго — Рори Киннер, Отелло — Эдриан Лестер, Дездемона — Оливия Виналл, Эмилия — Линдси Маршал. Постановка была осуществлена в современных декорациях с намёком на военные вторжения. Спектакль был показан в рамках проекта «Национальный театр в прямом эфире» 26 сентября 2013 года.[35][36] Постановка была номинирована на премию Лоренса Оливье за лучший возобновлённый спектакль, Рори Киннер получил награду за лучшую мужскую роль, обойдя Тома Хиддлстона («Кориолан») и Джуда Лоу («Генрих V»).
- 2015 год — Королевская шекспировская компания, режиссёр Икбал Хан. Яго — Лусиан Мсамати, Отелло — Хью Куорши, Дездемона — Джоанна Вандерэм. Первая постановка КШК, в которой роль Яго исполнял актёр с тёмным цветом кожи, что сделало невозможным употребление расистского подтекста в отношениях между Яго и Отелло.[37]
- 2018 год — Шекспировский Глобус, режиссёр Клэр ван Кампен. Отелло — Андре Холланд, Яго — Марк Райлэнс, Дездемона — Джессика Уорбек, Эмилия — Шейла Атим.[38]

### Постановки в России
- 3 ноября 1806 — Александринский театр (перевод-переделка И. А. Вельяминова, с французского перевода-переделки Ж.-Ф. Дюси, Отелло — А. С. Яковлев)

Последующие постановки в Александринском театре: 1836 (пер. И. И. Панаева; Отелло — В. А. Каратыгин, Яго — Я. Г. Брянский), 1844; 1859; 1882; 1899 (Отелло — М. В. Дальский, Яго — Г. Г. Ге).
- 31 января 1808 — Московский императорский театр (до открытия Малого театра) (Отелло — С. Ф. Мочалов).
- Малый театр, Москва: 1828, 1837 (пер. И. И. Панаева. Отелло — П. С. Мочалов); 1851; 1862; 1888 (пер. П. И. Вейнберга, Отелло — А. П. Ленский, Яго — А. И. Южин, Дездемона — М. Н. Ермолова, Эмилия — Г. Н. Федотова), 1900 (Отелло — Т. Сальвини (играл на итальянском языке), Дездемона — А. С. Яблочкина; пер. П. И. Вейнберга); 1907 (Отелло — А. И. Южин).
- 1896 г. — Московское общество искусства и литературы на сцене Охотничьего клуба (режиссёр и исполнитель роли Отелло — К. С. Станиславский).
- 2013 — Театральная компания «Свободная сцена». Сценическая адаптация и перевод пьесы У.Шекспира — Сергей Волынец. Режиссёр — Яков Ломкин. (Отелло — Максим Аверин, Яго — Дмитрий Жойдик, Дездемона — Иван Иванович, Кассио — Роман Полянский)
- 2013 — Театр имени Е. Б. Вахтангова(Режиссёр — Ю. Н. Бутусов, Отелло —Д. В. Суханов)

Из постановок провинциальных театров:
- Воронежский театр (1840, Отелло — П. С. Мочалов, гастроли);
- Казанский театр (1885, Отелло — М. Т. Козельский; 1895, Отелло — И. М. Шувалов);
- Армянская труппа в Тифлисе (1884, переводчик и исполнитель роли Отелло — Г. Чмышкян),
- Армянская гастрольная труппа (1885, Отелло — П. Адамян),
- Ораниенбаумский театр (1890, Отелло — М. Е. Дарский),
- Бакинская азербайджанская труппа (1910, Отелло — Г. Араблинский).

Из советских постановок:
- Петроградский Большой Драматический театр (1920, Отелло — Ю. М. Юрьев, Яго — Н. Ф. Монахов, Дездемона — М. Ф. Андреева)
- Малый театр (1922, Отелло — А. И. Южин)
- Театр им. Сундукяна, Ереван (1923; 1940, Отелло — Г. Нерсесян, Г. Джанибекян, В. Папазян),
- Ленинградский театр драмы им. Пушкина (1927, режиссёр С. Э. Радлов; Отелло — Ю. М. Юрьев, И. Н. Певцов),
- МХАТ (1930, режиссёры К. С. Станиславский, И. Я. Судаков; Отелло — Л. М. Леонидов, Яго — В. А. Синицын, Дездемона — А. К. Тарасова)
- Театр им. Азизбекова, Баку (1932, 1949, Отелло — А. Алекперов, Яго — Р. Афганлы).

- 1935 — Малый театр. Отелло — А. А. Остужев.
- Московский Реалистический театр (1936, режиссёр Н. П. Охлопков; Отелло — А. Л. Абрикосов, А. Ф. Кистов),
- Театр имени Моссовета (1944, режиссёр Ю. А. Завадский; Отелло — Н. Д. Мордвинов, Яго — Б. Ю. Оленин).
- Северо-осетинский государственный академический театр им. В. В. Тхапсаева (1950, режиссёр З. Е. Бритаева; Отелло — В. В. Тхапсаев (поставлена в Лондоне, в 1964 году, на осетинском языке; В. В. Тхапсаев признан королевой Елизаветой II лучшим исполнителем роли Отелло).
- Узбекский академический театр. Ташкент. Отелло — Аброр Хидоятов, Дездемона — Сара Эшонтураева
- Московский драматический театр на Малой Бронной (1976, режиссёр А. В. Эфрос; Отелло — Николай Волков, Валентин Гафт, Дездемона — Ольга Яковлева)

## Экранизации
«Отелло» экранизировался множество раз. Выделены наиболее значимые.
- Отелло[итал.] — Италия, 1906 год. Режиссёры Марио Казерини, Гастон Велль, Отелло — Убальдо Мария Дел Колл[итал.], Дездемона — Мария Казерини, Яго — Марио Казерини
- Отелло[итал.] — США, 1908 год. Режиссёр — Уильям Рэноус, Отелло — Уильям Рэноус, Дездемона — Джулия Суэйн Гордон, Яго — Гектор Дион[англ.], Кассио — Пол Панцер
- Отелло — Франция, 1908 год.
- Отелло[итал.] — Дания, 1908, режиссёр Вигго Ларсен
- Отелло — Германия, 1908 год, режиссёр Франц Портен[нем.], Отелло — Франц Портен[нем.], Дездемона — Хенни Портен, Эмилия — Роза Портен[нем.]
- Отелло[итал.] — Италия, 1909 год. Режиссёр Уго Фалена[итал.], Джероламо Ло Салвио[итал.], Отелло — Ферруччо Гаравалья[итал.], Дездемона — Виттория Лепанто[итал.], Яго — Цезаре Дондине, Кассио — Альберто Непоти[итал.]
- Отелло[фр.] — Италия, 1909 год. Режиссёр Энрико Новелли[итал.]*.
- Оте́лло, венециа́нский мавр (Othello, ou 'Le more de Venise) — Франция, 1909
- Дездемона[дат.] — Дания, 1912. Режиссёр Август Блом[итал.]
- Белый против чёрного (Bianco contro negro) — Италия, 1913, режиссёр Убальдо Мария Дель Колле[итал.]
- Отелло[итал.] — Италия, 1914 год. Режиссёр Арриго Фруста[итал.], Отелло — Паоло Колаци, Дездемона — Цесира Ленард, Кассио — Убальдо Стефани, Яго — Рикардо Толентино[итал.]
- Отелло — Германия, 1918 год. Режиссёр — Макс Мак[нем.], Отелло — Бени Монтано, Дездемона — Эллен Корт
- Отелло[итал.] — Италия 1920 год. Режиссёр — Камилло Де Ризо[итал.]
- Отелло — Великобритания, 1920, режиссёр Энсон Дайер[англ.] (мультфильм)
- Отелло[нем.] — Германия, 1922 год. Режиссёр Дмитрий Буховецкий, Отелло — Эмиль Яннингс, Дездемона — Ика фон Ленкеффи[англ.], Яго — Вернер Краус, Кассио — Теодор Лоос
- Отелло — Великобритания, 1937 (телефильм), Отелло — Ральф Ричардсон, Дездемона — Дайана Уиньярд, Яго — Генри Оскар[англ.]
- Отелло — Великобритания, 1946 год. Режиссёр — Дэвид Макейн, Отелло — Джон Слэйтер[англ.], Дездемона — Луанна Шоу, Яго — Себастьян Кабот[англ.]
- Двойная жизнь — США, 1947 год. Режиссёр Джордж Кьюкор, В ролях: Рональд Колман — актёр Энтони Джон, игравший Отелло на сцене и в жизни
- Отелло (эпизод телесериала Театр воскресным вечером[англ.]) — Великобритания, 1950 год. Режиссёр — Кевин Шелдон, Отелло — Андре Морелл, Дездемона — Джоан Хопкинс, Кассио — Лоуренс Харви, Яго — Стивен Мюррэй, Лодовико — Патрик Макни
- Отелло (сериал Шедевры театра[англ.]) — США, 1950 год. Режиссёр Делберт Манн, Отелло — Торин Тэтчер, Дездемона — Олив Диринг[англ.], Яго — Альфред Райдер[англ.]
- Павана мавра (The Moor’s Pavane) — США, 1951, (фильм-балет), режиссёр Уолтер Стрейт. В ролях: Хосе Лимон — Отелло, Бетти Джонс[англ.] — Дездемона, Лукас Ховинга[англ.] — Яго, Полина Конер[англ.]
- Отелло (Трагедия Отелло: Венецианский мавр; англ. The Tragedy of Othello: The Moor of Venice) — США — Франция — Италия — Марокко, 1952 год. Режиссёр — Орсон Уэллс.
- Отелло — Бразилия, 1952 (эпизод сериала ТВ Авангард[порт.]). Режиссёр Дионисио Азеведу[порт.], Отелло — Дионисио Азеведу, Дездемона — Флора Джини[порт.], Яго — Лима Дуарте, Кассио — Хосе Паризи[порт.]
- Отелло[фр.] — Канада, 1953 (эпизод сериала Театр General Motors[англ.]), режиссёр Дэвид Грин, Отелло — Лорн Грин[англ.], Дездемона — Пегги Лодер, Яго — Джозеф Фюрст[англ.], Кассио — Патрик Макни
- Отелло (эпизод телесериала Телевизионный театр Филко[англ.]) — США, 1953 год. Режиссёр Делберт Манн, Отелло — Торин Тэтчер, Дездемона — Олив Диринг[англ.], Яго — Уолтер Маттау
- Отелло — Мосфильм, СССР, 1955 год. Режиссёр — Сергей Юткевич, Отелло — Сергей Бондарчук, Дездемона — Ирина Скобцева, Яго — Андрей Попов, Кассио — Владимир Сошальский.
- Отелло[фр.] — Великобритания, (ТВ) 1955 год. Режиссёр Тони Ричардсон, Отелло — Гордон Хит[англ.], Дездемона — Розмари Харрис, Яго — Пол Роджерс, Кассио — Роберт Харди, Лодовико — Найджел Дэвенпорт
- Отелло — США, 1955 (эпизод телесериала Камера три[англ.], режиссёр Фрэнсис Мориарти, Отелло — Эрл Химэн[англ.], Дездемона — Нэнси Уикуайр[англ.]
- Отелло — Канада, 1955, режиссёр Бейзил Коулмэн. В ролях: Фредерик Вэлк[англ.] — Отелло, Диана Ван дер Влис[англ.] — Дездемона (сегмент эпизода «Предательство» сериала «Фолио»)
- Павана мавра: мера эмоций (The Moor’s Pavane: A Measure of Emotion) — Канада, 1955, (фильм-балет). Режиссёр Харви Харт[англ.]. В ролях: Хосе Лимон — Отелло, Бетти Джонс[англ.] — Дездемона, Лукас Ховинга[англ.] — Яго, Полина Конер[англ.] (эпизод сериала «Сфера»)
- Джубал[англ.] (Jubal) — США, 1956 год, режиссёр Делмер Дэйвс
- Двойная жизнь — США, 1957 (эпизод сериала Час Алкоа[англ.]). В ролях: Эрик Портман[англ.] — актёр Энтони Джон, игравший Отелло на сцене и в жизни
- Отелло — Германия (ФРГ) (ТВ), 1958 год. Режиссёр Франц Йозеф Вильд[нем.], Отелло — Петер Пазетти[нем.], Дездемона — Карин Кристиан, Яго — Говард Вернон[нем.], Кассио — Рене Фаррель
- Венецианский мавр — СССР, 1960 год (фильм-балет). Композитор Алексей Мачавариани. Режиссёр Вахтанг Чабукиани, Отелло — Вахтанг Чабукиани, Дездемона — Вера Цигнадзе, Яго — Зураб Кикалейшвили
- Всю ночь напролёт[англ.] — США, 1962 год. Режиссёр Бэзил Дирден. Современная интерпретация пьесы Шекспира.
- Отелло — Франция, 1962 год (ТВ). Режиссёр — Клод Барма[фр.], композитор — Морис Жарр, Отелло — Даниэль Сорано, Дездемона — Франсин Берже[фр.], Яго — Жан Топар[фр.], Кассио — Мишель Ле Руае[фр.]
- Отелло[англ.] — Великобритания, 1965 год. Режиссёр — Стюарт Бердж, Отелло — Лоренс Оливье, Дездемона — Мэгги Смит, Яго — Фрэнк Финлей, Кассио — Дерек Джекоби
- Отелло[англ.] — Австралия, 1965 год (эпизод телесериала Театр среды[англ.]). Режиссёр — Патрик Бартон[англ.]. В ролях: Отелло — Рэймонд Вествелл, Дездемона — Фрэнсис Макдональд
- Отелло — Великобритания, 1967 (Эпизод телесериала «Конфликт»), режиссёр Джордж Мор О’Ферролл[англ.]. В ролях: Отелло — Эдвард Вудворд, Дездемона — Джоэнна Данхэм[англ.], Яго — Ричард Карпентер[англ.], Кассио — Ральф Бейтс[англ.]
- Отелло — Германия (ФРГ) (ТВ), 1968 год. Режиссёр — Франц Петер Вирт[нем.], Отелло — Вольфганг Райхман[нем.], Дездемона — Хайделинда Вайз[нем.], Яго — Штефан Виггер[нем.]. Кассио — Карл Михаэль Фоглер[нем.]
- Облака — что это? (Che cosa sono le nuvole?) — Италия, 1968 (эпизод телеальмонаха Каприз по-итальянски). Режиссёр Пьер Паоло Пазолини. В ролях: Отелло — Нинетто Даволи, Дездемона — Лаура Бетти, Яго — Тото, Кассио — Франко Франки
- Отелло[нидерл.] — Бельгия (ТВ), 1969 год. Режиссёры — Мауриц Балфурт[нидерл.], Лод Хендрикс, Отелло — Берт Струйс[нидерл.], Дездемона — Крис Ломм[нидерл.], Яго — Сенне Руффар[нидерл.], Кассио — Рик Андрис[нидерл.]
- Отелло — Португалия, 1969 (ТВ), режиссёр Педру Мартинш. В ролях: Отелло — Роджерио Паоло[порт.], Дездемона — Лурдес Норберто[порт.], Яго — Паулу Ренату[порт.], Кассио — Марио Перейра[порт.]
- Отелло — Испания, 1972 (ТВ), режиссёр Густаво Перез Пуг![исп.]. В ролях: Отелло — Альфредо Алькон, Дездемона — Марибель Мартин[исп.], Яго — Фернандо Гильен[исп.] (Студия 1[исп.])
- Поймай мою душу![англ.] — США, 1974, мюзикл (современная адаптация пьесы), режиссёр Патрик Макгуэн. В ролях: Отелло — Риччи Хейвенс, Дездемона — Сизон Хабли[англ.], Яго — Лэнс ЛеГолт[англ.], Кассио — Тони Джо Уайт[англ.], Эмилия — Сьюзань Тайрелл
- Отелло[фр.] — Франция, 1979 год (ТВ). Режиссёр — Ив-Андре Юбер[фр.], Отелло — Роже Анен, Дездемона — Патриция Лесьер[фр.], Яго — Мишель Дюшоссуа
- Отелло — США, 1979 год (видео). Режиссёр — Джозеф Папп[англ.], Отелло — Рауль Хулиа, Дездемона — Фрэнсис Конрой, Яго — Ричард Дрейфусс
- Отелло[англ.] — США, 1980 год. Режиссёр — Лиз Уайт[англ.], Отелло — Яфет Котто, Дездемона  — Одри Бранкер, Яго — Ричард Диксон
- Отелло[англ.] — Великобритания, телефильм 1981 года (BBC). Режиссёр — Джонатан Миллер, Отелло — Энтони Хопкинс, Дездемона — Пенелопа Уилтон, Яго — Боб Хоскинс, Кассио — Дэвид Йелленд[англ.]
- Отелло (The Tragedy of Othello, the Moor of Venice) — США, 1981 год. Режиссёр — Франклин Милтон[англ.], Отелло — Уильям Маршалл[англ.], Дездемона — Дженни Эгаттер, Яго — Рон Муди, Кассио — ДеВерен Букуолтер ДеВерен Букуолтер[англ.]
- Отелло — Испания — Франция, 1982 год (исп. Othello, el comando negro). Режиссёр — Макс Э. Булуа[фр.], генерал Отелло — Макс Э. Булуа[фр.], Дездемона — Джоанна Петтет[фр.], полковник Яго — Тони Кёртис, Кассио — Рамиро Оливерос[исп.]
- Отелло — Италия, 1985 (ТВ), режиссёр Карло Заго. В ролях: Отелло — Андреа Ренци[итал.], Дездемона — Личия Мальетта, Яго — Томас Арана
- Отелло, действие 1 акт 3 — ФРГ, 1987 год. Режиссёр Ян Шмидт-Гарре[нем.]
- Отелло — Великобритания, 1989 год. Режиссёр — Джанет Сазман, Отелло — Джон Кани, Дездемона — Джоэнна Вейнберг (телеспектакль Йоханнесбургского театра)
- Отелло — США, 1989 год. Режиссёр — Тед Ланж, Отелло — Тед Ланж, Яго — Хоторн Джеймс[англ.]
- Отелло[англ.] — Великобритания, 1990 год (ТВ). Режиссёр — Тревор Нанн, Отелло — Уиллард Уайт[англ.], Дездемона — Имоджен Стаббс, Яго — Иэн Маккеллен, Кассио — Шон Бэйкер; фрагмент сериала Театральная Ночь[англ.]
- Отелло, венецианский мавр (Othello, der Mohr von Venedig) — Австрия, 1991 (ТВ), режиссёры Джордж Табори, Райнер С. Эке; Отелло — Герт Фосс[нем.], Дездемона — Энн Беннент[нем.], Яго — Игнац Кирхнер[нем.], Кассио — Флорентин Гролл[нем.]
- Отелло — Россия — Великобритания, 1994 (мультфильм), режиссёр Николай Серебряков, Отелло — Колин Макфарлэйн, Дездемона — Шан Томас, (из цикла Шекспир: Великие комедии и трагедии
- Отелло — США — Великобритания, 1995 год. Режиссёр — Оливер Паркер, Отелло — Лоренс Фишберн, Яго — Кеннет Брана, Дездемона — Ирен Жакоб, Кассио — Натаниель Паркер, Монтано — Николас Фаррелл, Лодовико — Майкл Шин
- «В. Шекспир: Отелло» (W. Shakespeare: Othello) — Венгрия (ТВ), режиссёр Йожеф Руст, Отелло — Иван Камараш, Дездемона — Эникё Надь
- Отелло 2000 (Отелло — чёрная ярость) — Италия, 1997, режиссёр Джо д’Амато
- Игра Бога[англ.] — Индия, 1997 год, режиссёр Джаярадж[англ.]; Каннан Перумалаян (Отелло) — Суреш Гопи[англ.], Тамара (Дездемона) — Манджи Варриер[англ.]. Фильм на языке малаялам
- Отелло[англ.] — Великобритания — США — Канада (ТВ), 2001, режиссёр Джеффри Сакс; Имонн Уокер — Джон Отелло, Кили Хоус — Десси Брабант (Дездемона), Кристофер Экк6лстон — Бен Яго, Ричард Койл — Майкл Касс (Кассио) (действие фильма происходит в современном Лондоне)
- О — США, 2001, режиссёр Тим Блейк Нельсон, В роли Одина «О» Джеймса (современный Отелло) — Мекай Файфер
- Отелло Кармело Бене (Otello di Carmelo Bene) — Италия, 2002, режиссёр Кармело Бене; Отелло — Кармело Бене, Дездемона — Мишела Мартини, Яго — Козимо Чиньери[итал.]
- Отелло — Германия, 2003 год (ТВ). Отелло — Томас Тиме, Дездемона — Юлия Йенч, Яго — Вольфганг Преглер[нем.], Кассио — Штефан Мерки[нем.]
- Балет Сан-Франциско:Отелло (San Francisco Ballet’s Othello) — США, 2003, балет Отелло[англ.] музыка Эллиота Голденталя, хореограф Лар Любович[англ.]. Отелло — Вольфганг Преглер[англ.], Дездемона — Йуан Йуан Тан[англ.], сериал Великие спектакли[англ.]
- В «Отелло» (In Othello) — Индия, 2003 год, режиссёр Ройстен Абель[англ.]. Адил / Отелло — Адиль Хуссэйн[англ.], Шиба / Дездемона — Шиба Чаддха[англ.] (события на съёмочной площадке перемешиваются с реальными событиями)
- Уапанго (Huapango) — Мексика, 2004 год, режиссёр Иван Липкес, Отилио — Алехандро Томмаси
- Соули (Souli) — Франция, Мадагаскар, Великобритания, 2004, Режиссёр Александр Абела
- Отелло (Othello) — Германия, 2005, ТВ, режиссёр Стефан Пухер[фр.], Отелло — Александр Шеер[фр.], Дездемона — Яна Шульц[нем.]
- Отелло: Южноафриканская Сказка (Othello: A South African Tale) — ЮАР, 2005, режиссёр Эвбул Тимоти, Отелло — Селло Маке Ка-Нкубе[англ.], Дездемона — Кэндис Хиллебранд[англ.]
- Омкара (Omkara) — Индия, 2006 год, режиссёр Вишал Бхардвадж[англ.]; Омкара / Отелло — Аджай Девган, Долли / Дездемона — Карина Капур, Лангда / Яго — Саиф Али Хан
- Отелло (Othello) — ЮАР, 2007, режиссёр Еубулус Тимоти, Отелло — Ройстон Стоффелс, Яго — Хаким Кае-Казим
- Отелло (Othello) — Великобритания (видео) Шекспировский театр «Глобус», 2008, режиссёр Уилсон Милам[англ.]; Имонн Уокер — Отелло, Зои Таппер[англ.] — Дездемона, Тим Макиннерни — Яго
- «Отелло, трагедия мавра» (Othello the Tragedy of the Moor) — Канада, (ТВ), 2008, режиссёр Заиб Шейх[англ.]; Карло Рота[англ.] — Отелло, Кристин Хорн[англ.] — Дездемона, Грэхэм Эбби[англ.] — Кассио
- Яго[итал.] — Италия, режиссёр Вольфанго Де Биази[итал.]: Оелин Гайя — Отелло, Лаура Кьятти — Дездемона, Николас Вапоридис — Яго. Действие происходит в Венеции наших дней.
- Быть Отелло (Being Othello) — Великобритания, 2009, режиссёр Сури Кришнамма[англ.]. Действие происходит в психиатрической больнице.
- Отелло (Othello) — Великобритания Национальный театр в прямом эфире, 2013, режиссёры Николас Хайтнер, Робин Лок. Отелло — Адриан Лестер, Дездемона — Оливия Виналл[англ.], Яго — Рори Киннер, Кассио — Джонатан Бэйли[англ.], Оливия — Линдси Маршалл
- Отелло — Россия, 2014, режиссёр Эдуард Пальмов
- Отелло (Othello) — Великобритания, Королевская шекспировская компания в прямом эфире, 2015, режиссёры Икбаль Хан, Робин Лок. В ролях: Отелло — Хью Куарши[англ.], Дездемона — Джоэнна Вандерхам, Яго — Лусиан Исамати, Кассио — Джейкоб Форчун-Ллойд[англ.]
- Яга (Iaga) — США, режиссёр Дастин Данауэй. Современная адаптация пьесы
- Отелло (Othello) — США, 2016, режиссёр Давид Сереро[англ.]. Отелло — Давид Сереро[англ.], Дездемона — Елена Бароне
- Отелло (Othello) — Великобритания, 2018, режиссёр Мартин Денхам. Современная адаптация пьесы.
- Братство (The Frat) — Канада, 2019, мини-сериал.
- Отелло (Othello) — Канада, 2020, Стрэтфордский фестиваль. Режиссёр Барри Аврич[англ.]

## «Отелло» в музыке
- Отелло — опера Верди.
- Отелло — опера Россини.
- Отелло — балет Алексея Мачавариани (1957).
- Отелло — трагическая поэма для чтеца, хора и симфонического оркестра, соч. 58, Юровский, Владимир Михайлович (1963).
- Отелло — балет Эллиота Голденталя 2002 г.. Хореограф — Лар Любович[англ.].

## «Отелло» в культуре и науке
- Именами главных персонажей пьесы названы два популярных сорта бузульника — декоративного растения из семейства Астровые: Ligularia dendata 'Desdemona' и Ligularia dendata 'Othello'. У обоих сортов листовая пластина сверху зеленоватая, а снизу — более тёмная, близкая к кроваво-красной; у сорта Othello красные жилки листа на просвет напоминают кровеносные сосуды.
- В фильме «О бедном гусаре замолвите слово» главный герой знакомится со своею любовью при показе пьесы, где она играет Дездемону, а её отец, игравший Отелло, впоследствии окажется в тюрьме.
- Фразу «Мавр сделал своё дело, мавр может уходить» иногда ошибочно приписывают Отелло. На самом деле она из пьесы «Заговор Фиеско в Генуе» (1783) немецкого поэта Иоганна Фридриха Шиллера.
- Отелло — манга, 2001—2004 годы. Мангака: IKEZAWA Satomi.Количество томов: 7
- Othello, der Mohr in Wien (ТВ) Германия (ФРГ) (1965) Мюзикл, режиссёр Gandolf Buschbeck, композитор Ferdinand Kringsteiner
- Отелло-67 — мультфильм, «Союзмультфильм», СССР, 1967 год. Режиссёр — Федор Хитрук.
- Дездемона — персонаж видеоигры «Fallout 4», руководительница организации «Подземка».
- В честь Дездемоны назван астероид (666) Дездемона, открытый в 1908 году.
- В честь Дездемоны назван спутник Урана Дездемона, открытый в 1986 году.